# Урс Золотурнский
Урс (III век) — мученик из Золотурна. День памяти — 30 сентября.
Имя святого Урса связывают с Фиванским легионом и с именем св. Виктора из Золотурна. «Житие святого Урса» составлено св. Евхерием в V веке. В нём говорится, что св. Урс претерпел мучения и был обезглавлен при императоре Максимиане и губернаторе Гиптакии (Hyrtacus) за отказ поклониться идолам в 286 или 303 году.
Мощи святого почивают в Золотурне и иных городах Швейцарии. Первый храм в честь святого был воздвигнут в Женеве в конце V века. Его тело было обретено в 1519 году.
В честь святого Урса (по-латыни — Медведя) один из медвежат, рождающихся в бернском Медвежьем рву, по договорённости Берна с Золотурном всегда получает имя Урс.